# Lucien Aguettand
Lucien Aguettand-Blanc, dit Lucien Aguettand, né le 28 février 1901 dans le 3e arrondissement de Paris et mort le 14 décembre 1989 à Nogent-sur-Marne (Val-de-Marne), est un chef décorateur et directeur artistique.

## Biographie
Lucien Aguettand a commencé sa carrière vers la fin des années 1920 ; il a dirigé le service décoration de Pathé-Cinéma de 1941 à 1948, et travaillé comme chef décorateur jusqu'au début des années 1960.
Ses archives (dessins, maquettes de décors, photographies, coupures de presse, cours de décoration, plans de studios, correspondances) sont en partie conservées au département des Arts du spectacle de la Bibliothèque nationale de France.

## Filmographie partielle
- 1928 : Le Diable au cœur de Marcel L'Herbier
- 1930 : La Femme et le Rossignol d'André Hugon
- 1931 : Tout ça ne vaut pas l'amour de Jacques Tourneur
- 1931 : Échec et mat de Roger Goupillières
- 1932 : La Chauve-Souris de Pierre Billon et Carl Lamac
- 1933 : Hortense a dit j'm'en f…, moyen métrage de Jean Bernard-Derosne
- 1933 : Mirages de Paris de Fedor Ozep
- 1933 : Knock de Roger Goupillières et Louis Jouvet
- 1934 : L'Aventurier de Marcel L'Herbier
- 1934 : Arlette et ses papas de Henry Roussel
- 1934 : Le Dernier Milliardaire de René Clair
- 1935 : L'Équipage d'Anatole Litvak
- 1935 : Tovaritch de Jacques Deval
- 1935 : Kœnigsmark de Maurice Tourneur
- 1936 : Les Jumeaux de Brighton de Claude Heymann
- 1937 : Le Chemin de Rio de Robert Siodmak
- 1937 : Les Secrets de la mer Rouge de Richard Pottier
- 1938 : Durand bijoutier de Jean Stelli
- 1938 : Le Joueur d'échecs de Jean Dréville
- 1938 : Titin des Martigues de René Pujol
- 1938 : Trois Artilleurs en vadrouille de René Pujol
- 1939 : Derrière la façade de Georges Lacombe et Yves Mirande
- 1939 : Le Chemin de l'honneur de Jean-Paul Paulin
- 1940 : Narcisse d'Ayres d'Aguiar
- 1941 : Nous les gosses de Louis Daquin
- 1941 : Le Briseur de chaînes de Jacques Daniel-Norman
- 1942 : Opéra-Musette de René Lefèvre et Claude Renoir
- 1942 : À vos ordres, Madame, de Jean Boyer
- 1943 : Je suis avec toi d'Henri Decoin
- 1943 : Port d'attache de Jean Choux
- 1943 : Monsieur des Lourdines de Pierre de Hérain
- 1944 : L'Ange de la nuit d'André Berthomieu
- 1948 : Neuf Garçons, Un cœur de Georges Friedland
- 1949 : Valse brillante de Jean Boyer
- 1949 : Scandale aux Champs-Élysées de Roger Blanc
- 1950 : Quai de Grenelle d'Emil-Edwin Reinert
- 1952 : Le Jugement de Dieu de Raymond Bernard
- 1953 : Les Compagnes de la nuit de Ralph Habib
- 1953 : Je suis un mouchard de René Chanas
- 1954 : Le Secret d'Hélène Marimon d'Henri Calef
- 1954 : La Rage au corps de Ralph Habib
- 1955 : Chantage de Guy Lefranc
- 1955 : Le Port du désir d'Edmond T. Gréville
- 1955 : Milord l'Arsouille d'André Haguet
- 1956 : La Sorcière d'André Michel
- 1957 : Reproduction interdite de Gilles Grangier
- 1957 : La Garçonne de Jacqueline Audry
- 1957 : La Roue de Maurice Delbez et André Haguet
- 1958 : Rafles sur la ville de Pierre Chenal
- 1958 : La Chatte d'Henri Decoin
- 1960 : La Française et l'Amour, film collectif
- 1961 : La Belle Américaine de Robert Dhéry
- 1963 : Germinal d'Yves Allégret
- 1970 : L'Amour de Richard Balducci